# Calonne (rivière)
Pour les articles homonymes, voir Calonne.
Ne pas confondre avec la Callonne, affluent de la Saône coulant dans l'Ain.
La Calonne est une rivière de Normandie, affluent de la Touques. Après un début de cours dans le département de l'Eure, elle conflue en rive droite à Pont-l'Évêque, dans le département du Calvados.
La Calonne est, avec la Paquine (autre affluent de la Touques), l'un des deux seuls cours d'eau du département de l'Eure qui ne soit pas tributaire de la Seine.

## Géographie
La Calonne prend sa source à 197 mètres d'altitude au Planquay et finit sa course dans la Touques à 8 mètres d'altitude à Pont-l'Évêque, après un parcours de 44,7 km, entre Lieuvin et pays d'Auge.
Une résurgence de la Calonne se trouve sur la commune de Fontaine-la-Louvet et a été aménagée en lavoir. En 1900, le lavoir possédait un toit qui couvrait les deux côtés de la source. Aujourd'hui, seul un côté du lavoir reste aménagé. Le débit moyen à cet endroit est de 370 m3 par heure.

### Communes traversées par la Calonne
À partir de la résurgence

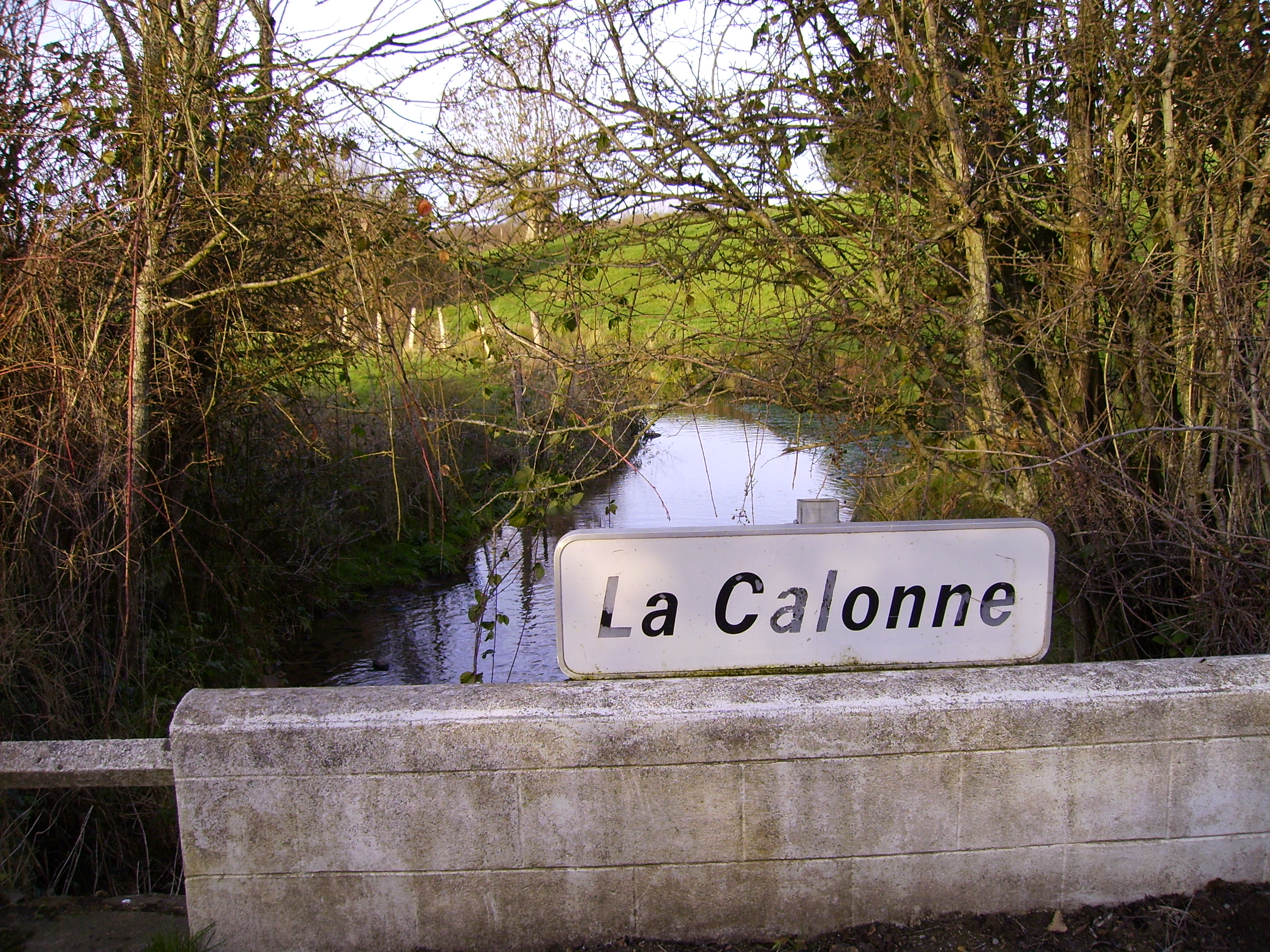
Les premiers mètres après la resurgence à Fontaine-la-Louvet.

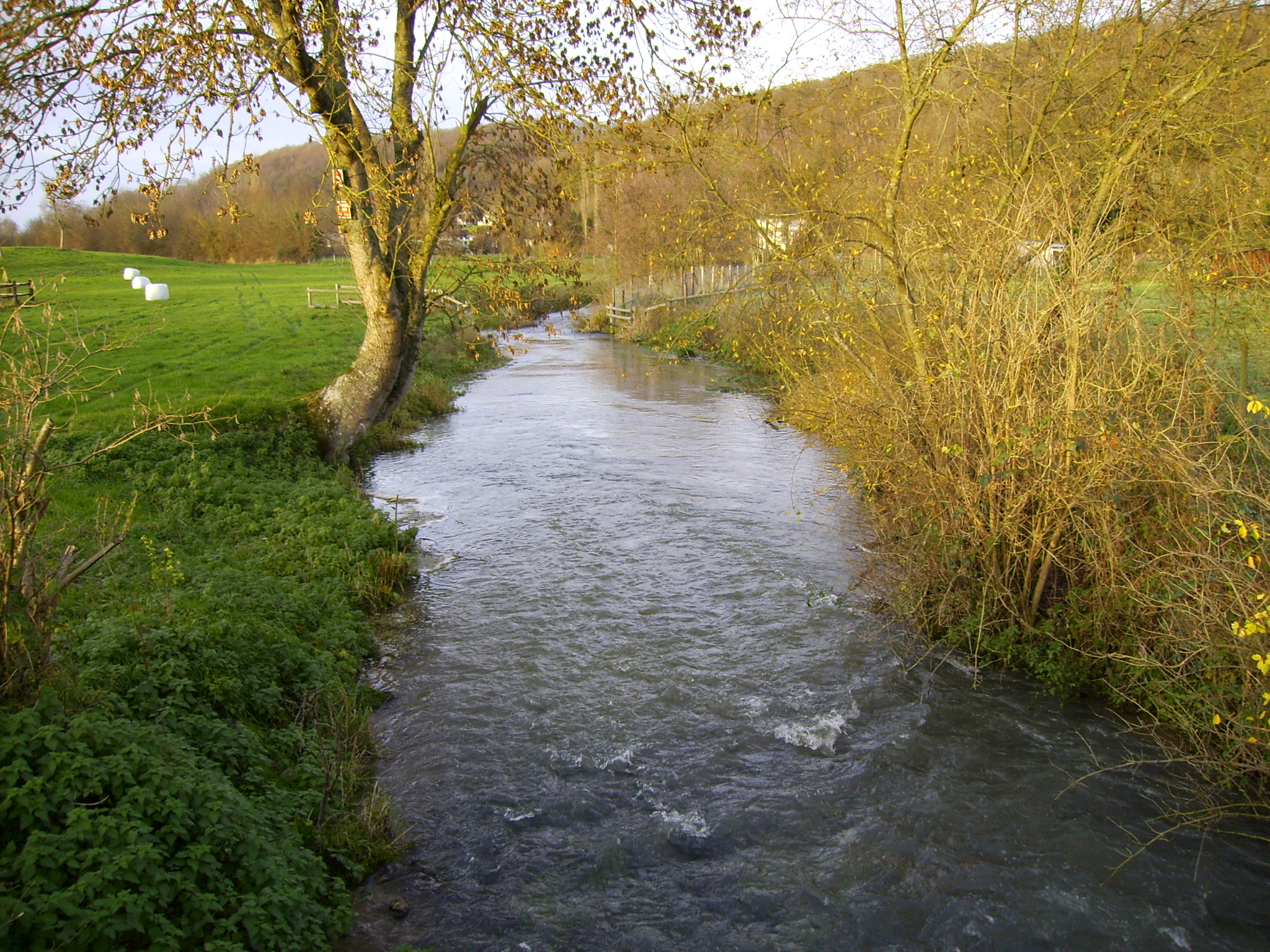
La Calonne à Saint-Pierre-de-Cormeilles, au lieu-dit les Bréards.

- Fontaine-la-Louvet, Saint-Aubin-de-Scellon, Bailleul-la-Vallée, Asnières, Saint-Pierre-de-Cormeilles, Saint-Sylvestre-de-Cormeilles, Cormeilles, Saint-Pierre-de-Cormeilles, Bonneville-la-Louvet, La Lande-Saint-Léger, Saint-André-d'Hébertot, Les Authieux-sur-Calonne, Saint-Julien-sur-Calonne, Surville, Pont-l'Évêque

Basse-vallée
- Saint-Gatien-des-Bois
- Vieux-Bourg
- Blangy-le-Château
- La Lande-Saint-Léger
- Les Authieux-sur-Calonne
- Saint-Julien-sur-Calonne
- Surville (Calvados)
- Saint-André-d'Hébertot
- Saint-Benoît-d'Hébertot
- Saint-Pierre-de-Cormeilles
- Bonneville-la-Louvet

### Organisme gestionnaire
L'Organisme gestionnaire est le SMBVT ou syndicat mixte du bassin versant de la Touques.

## Bassin et affluents
Trente et un affluents grossissent la Calonne provenant d'un bassin versant de 220 km2 concernant 43 communes de l'Eure et du Calvados.

### Principaux affluents
- Le ruisseau de l'Abbesse à Bailleul-la-Vallée
- la rivière d'Angerville à Saint-Pierre-de-Cormeilles
- La fontaine Saint-Crépin à Saint-Pierre-de-Cormeilles
- Le douet Tourtelle à Saint-Pierre-de-Cormeilles
- Le douet Baron à Bonneville-la-Louvet
- Le ruisseau du Val Rivier à Bonneville-la-Louvet
- Le ruisseau des Garennes à Bonneville-la-Louvet
- Le douet Noirval à Bonneville-la-Louvet
- Le douet de la Thibaudière à Saint-André-d'Hébertot
- Le ruisseau de la Fontaine Saint-Martin à Saint-André-d'Hébertot
- Le ruisseau du Val Plot à Saint-André-d'Hébertot
- Le ruisseau du Manoir à Saint-André-d'Hébertot
- Le ruisseau de la Fontaine de Routot à Saint-André-d'Hébertot
- Le ruisseau des Airreries à Saint-André-d'Hébertot
- Le douet des Moulins à Saint-André-d'Hébertot
- Le Dordouet à Saint-Julien-sur-Calonne
- Le douet aux Eudes à Surville

## Histoire
Au XIXe siècle, la Calonne jouait un rôle économique important pour les communes qu'elle baigne comme celles de Bailleul-la-Vallée et de Bonneville-la-Louvet ou encore celle de Cormeilles où elle permettait le fonctionnement de dix tanneries, dix mégisseries, cinq tanneries-corroieries et deux parchemineries. Un ancien atelier de tannerie avec le lavoir et le grenier pour faire sécher les peaux est d'ailleurs observable dans cette commune.
La Calonne permettait également la production d'électricité grâce à l'ancien moulin à blé situé sur la propriété du manoir Augustin-Hébert transformé par ce dernier en usine hydroélectrique. Il vendait sa production directement aux habitants jusqu'en 1952 avant de passer contrat avec EDF.

## Écologie
La Calonne est un cours d'eau particulièrement propice à la reproduction des salmonidés, et en premier lieu des truites de mer, puisqu'elle constitue le premier affluent d'importance sur leur route vers les frayères.

## Galerie

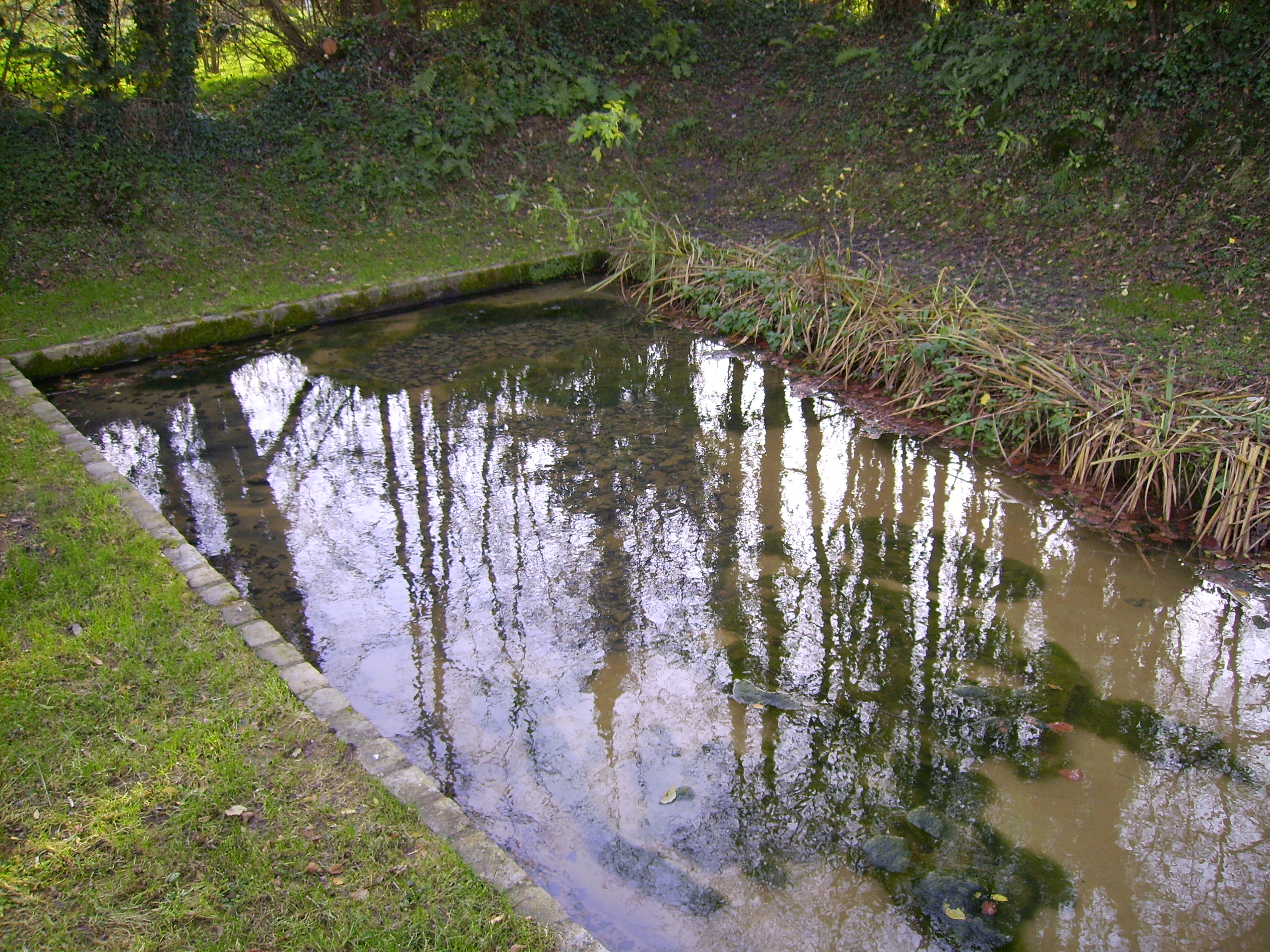
L'endroit exact de la résurgence de la Calonne.
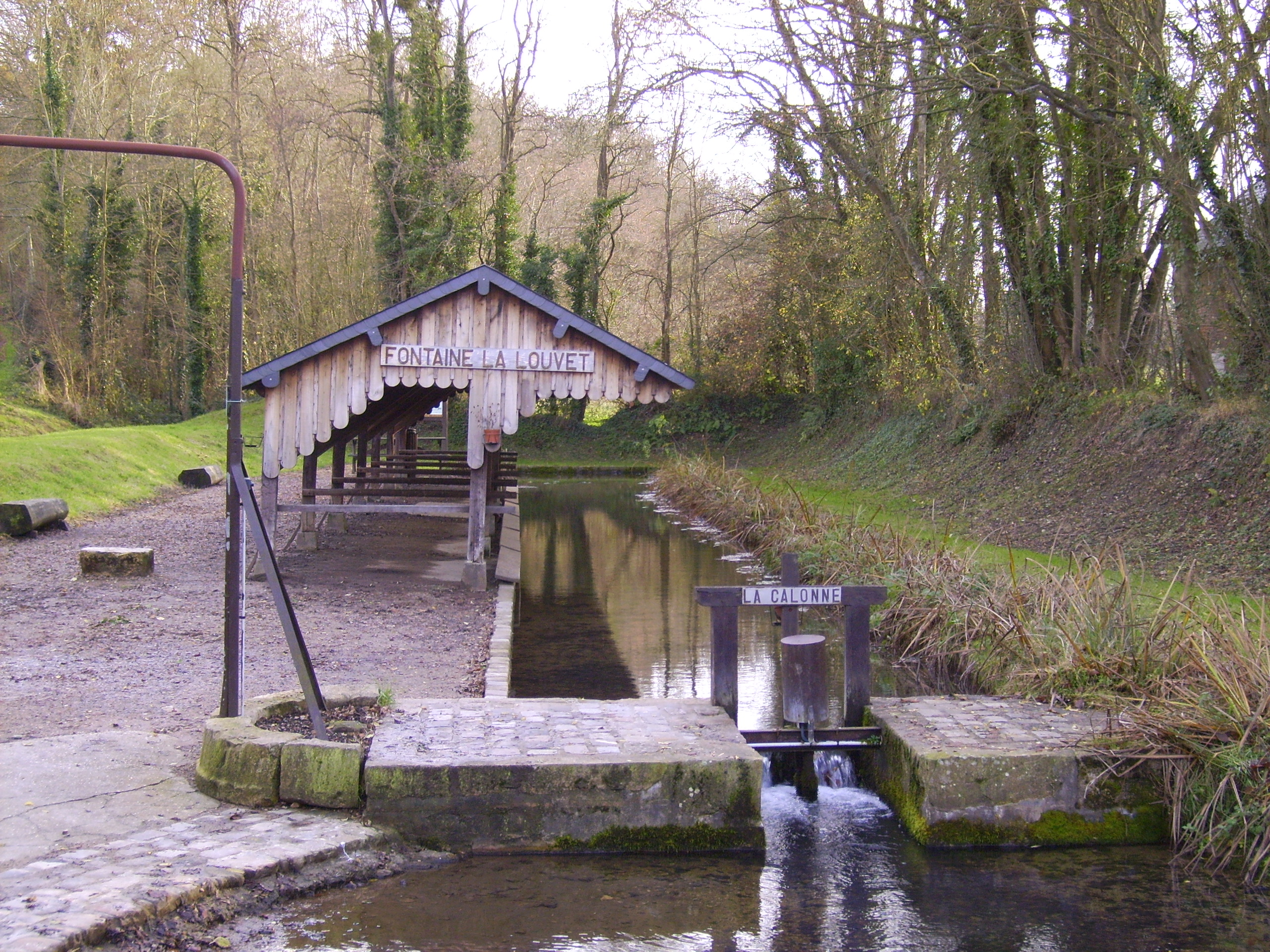
Le lavoir à Fontaine-la-Louvet.
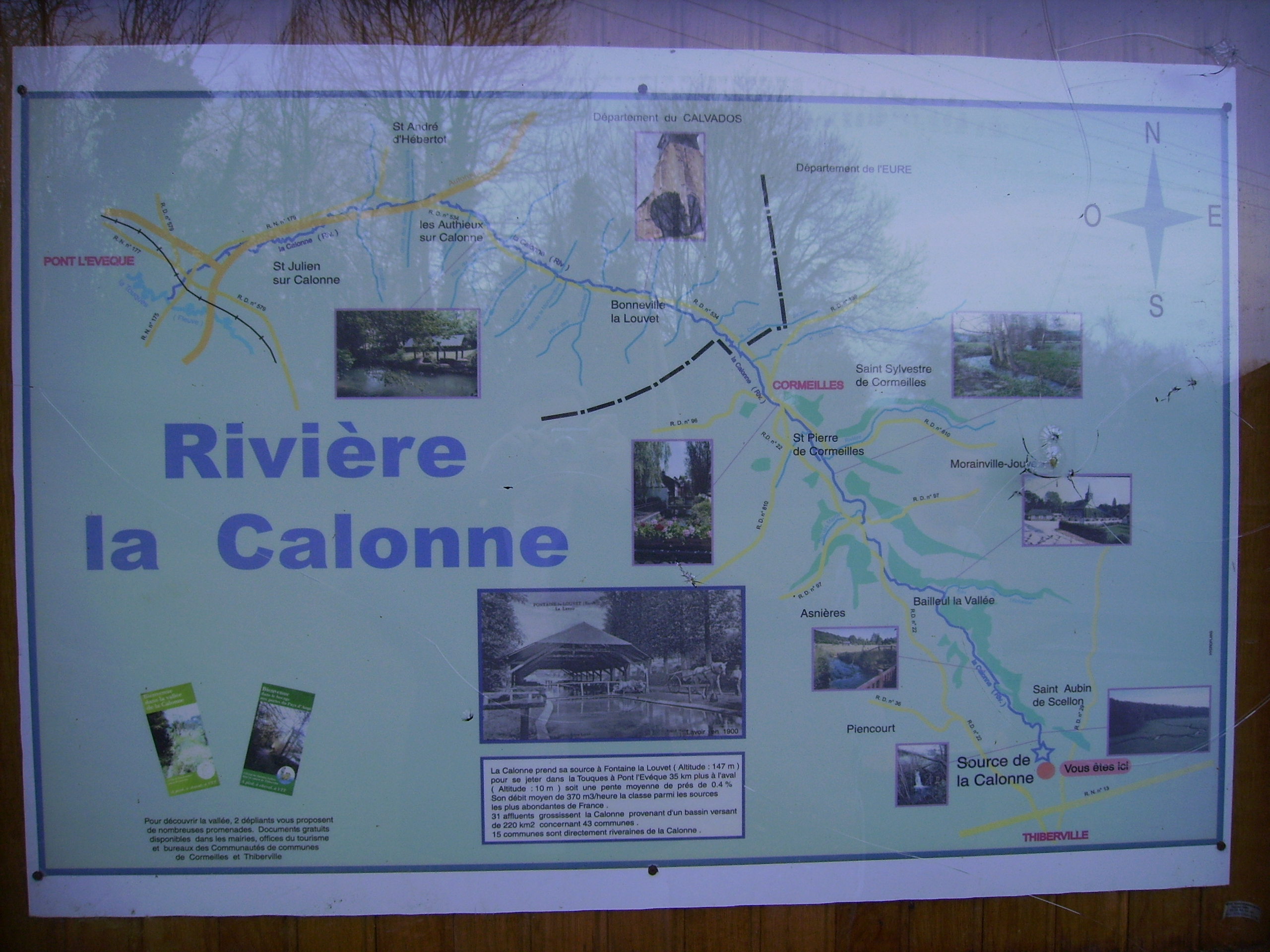
Le panneau informatif près de la source.
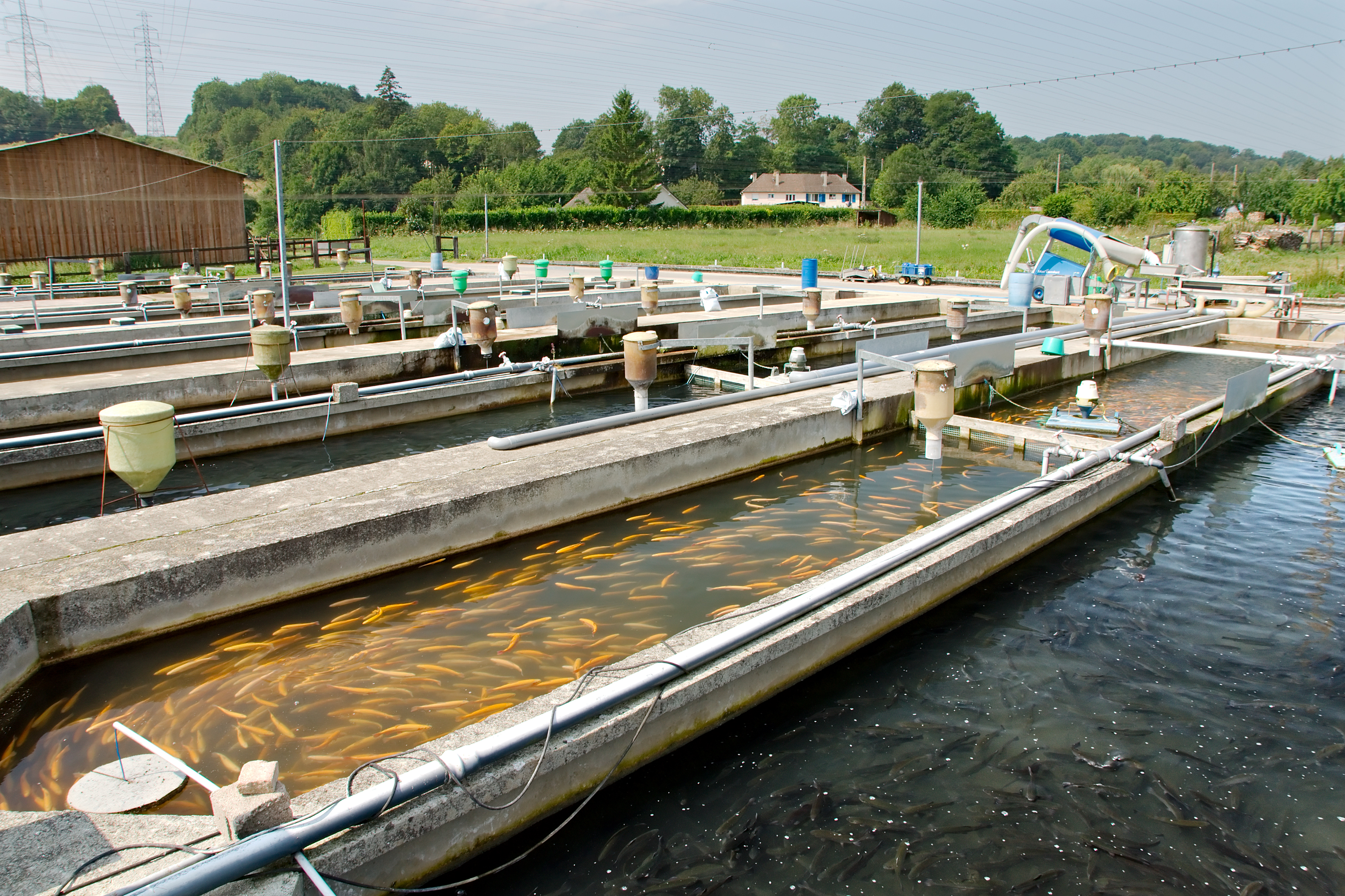
Pisciculture à Asnières.